# Басин, Николай Анатольевич
Николай Анатольевич Басин (6 ноября 1937 года, Москва — 13 ноября 2020) — советский артист балета, режиссёр, заслуженный работник культуры России, почётный деятель искусств города Москвы (2009).

## Биография
В 1954 году окончил Балетную студию профсоюзов; в 1955 — Институт художественного воспитания при Академии педагогических наук, артист балета; в 2002 — Институт рекламы, туризма и шоу-бизнеса, менеджер.
В 1955 году — солист балета Музыкально-драматического театра Карело-Финской ССР.
В 1957—1958 годах — солист Красноярского музыкального театра.
В 1959 году был приглашён солистом в Государственный Молдавский театр оперы и балета г. Кишинёва. В 1961—1965 годах работал в Государственном оркестре под управлением Э. Рознера.
В этот же период в качестве режиссёра осуществил постановки нескольких крупных театрализованных программ, таких как «50 лет Калмыкской АССР», «50 лет Марийской АССР» и др. Также был администратором известных актёров и эстрадных исполнителей: Валентины Толкуновой, Полада Бюль-Бюль Оглы, Леонида Сметанникова, Евгения Леонова, Владимира Мигули и других.
В 1979—1981 годах работал главным администратором Московского театра имени Ленинского комсомола.
С 1981—1989 годах руководил созданным им ансамблем «Элегия».
В 1989 году создал театр «Балет Москва», являлся его художественным руководителем, 28.06.2012 года договор с Басиным расторгнут Департаментом культуры Москвы в одностороннем порядке.
«В настоящий момент у Департамента есть много претензий к уровню и качеству работы руководства Театра «Русский Камерный Балет „Москва“. Департамент, как учредитель этого театра, вынужден реагировать на сложившуюся ситуацию», — прокомментировала смену руководства заместитель руководителя Департамента культуры города Москвы Евгения Шерменёва.
В 1999 году организовал Московский Международный Театральный Фестиваль современной хореографии «Рампа Москвы».
Ушёл из жизни 13 ноября 2020 года.
Артист высшей категории. Лауреат Фестиваля «Золотая маска», Лауреат премии «Лучший спектакль сезона» от Союза театральных деятелей.